# High Court of Andhra Pradesh

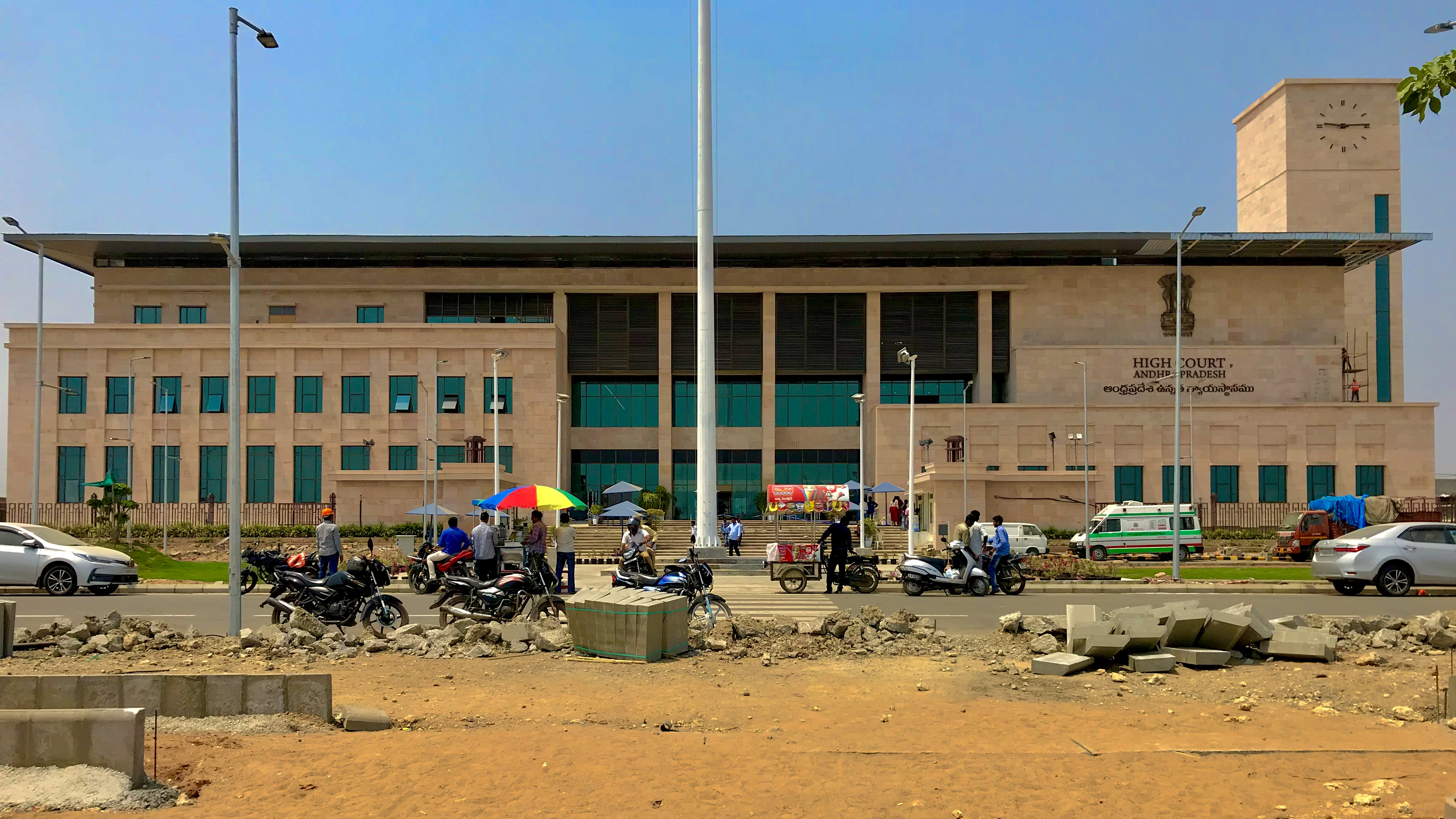
Gebäude des High Courts in Amaravati im Mai 2019, kurz nach der Einweihung

Der High Court of Andhra Pradesh (Telugu ఆంధ్రప్రదేశ్ ఉన్నత న్యాయస్థానం) ist das oberste Gericht des indischen Bundesstaats Andhra Pradesh. Das Gericht hat seinen Sitz in der Stadt Amaravati.

## Geschichte
Die Geschichte des Gerichts ist mit der Geschichte des Bundesstaats Andhra Pradesh verbunden. Nach der Bildung des Bundesstaats Andhra wurde im Jahr 1954 ein Obergericht mit Hauptsitz in Guntur eingerichtet. Im States Reorganisation Act 1956 wurde die Region Telangana mit Andhra vereinigt und daraus der Bundesstaat Andhra Pradesh gebildet. Das Obergericht des neuen Bundesstaats nahm seinen Sitz in Hyderabad, der neuen Hauptstadt Andhra Pradeshs. Anfänglich war der High Court mit 11 Richtern besetzt. Die Union zwischen Andhra und Telangana war jedoch von begrenzter Dauer und 2014 trennten sich die beiden Landesteile wieder weitgehend entlang der alten Teilungslinie in die Bundesstaaten Telangana und Andhra Pradesh. Als Übergangslösung wurde der bisherige High Court mit Wirkung vom 2. Juni 2014 in High Court of Judicature at Hyderabad for the State of Telangana and the State of Andhra Pradesh umbenannt, mit Zuständigkeit für beide Bundesstaaten, und behielt zunächst seinen Sitz in Hyderabad, der Hauptstadt Telanganas. Da nach der Verfassung Indiens jeder Bundesstaat ein eigenes Obergericht haben soll, wurde der gemeinsame High Court per Anordnung der indischen Regierung vom 26. Dezember 2018 in den High Court for the State of Telangana und den High Court of Andhra Pradesh aufgespalten. Beide Gerichte nahmen formell am 1. September 2019 ihre Arbeit auf.
Der High Court of Andhra Pradesh nahm seinen Sitz in Amaravati, der neuen Planhauptstadt Andhra Pradeshs, und hatte eine anfängliche Besetzung von 14 Richtern.
Am 3. Februar 2019 wurde das neue Gebäude des High Courts in Amaravati in Gegenwart des Vorsitzenden Richters am Obersten Gericht Indiens (Chief Justice of India) Ranjan Gogoi und anderer hoher Richter seiner Bestimmung übergeben. Am 18. März 2019 nahm das Obergericht dort seine Tätigkeit auf.
Am 16. Juni 2020 verabschiedete das Parlament Andhra Pradeshs die The Andhra Pradesh Decentralisation and Inclusive Development of All Regions Bill 2020, mit der eine Dezentralisierung des Bundesstaats angestrebt wird. Die Regierungs- und Hauptstadtfunktionen sollen künftig auf drei Städte verteilt werden: Amaravati (Legislative), Visakhapatnam (Exekutive) und Kurnool (Jurisdiktion). Konkret bedeutete dies, dass der High Court mittelfristig nach Kunool umziehen soll.